# 东郭姜
东郭姜（？—前546年），中国春秋时期棠公夫人，是齐桓公的后裔，嫁给棠公之后又叫棠姜。 
东郭姜原嫁给棠公。棠公死后，崔杼在吊唁棠公时发现东郭姜美貌，要娶她为妻。东郭姜的兄弟东郭偃因为崔杼也姓姜，是齐丁公的后代，表示过反对。但是崔杼还是娶东郭姜为妻。前548年，齊後莊公与棠姜私通，被崔杼謀殺，另立齐景公。
东郭姜生的儿子崔明得寵，崔杼廢掉原本的世子崔成，改立他为继承人。前546年，崔杼前妻之子崔成、崔彊，在庆封怂恿下，杀死东郭姜和棠公之子棠无咎、东郭偃。庆封再杀崔成、崔彊，东郭姜自杀。崔杼见家破人亡，也绝望自杀。崔明逃到鲁国。